# Alois Theodor Sonnleitner

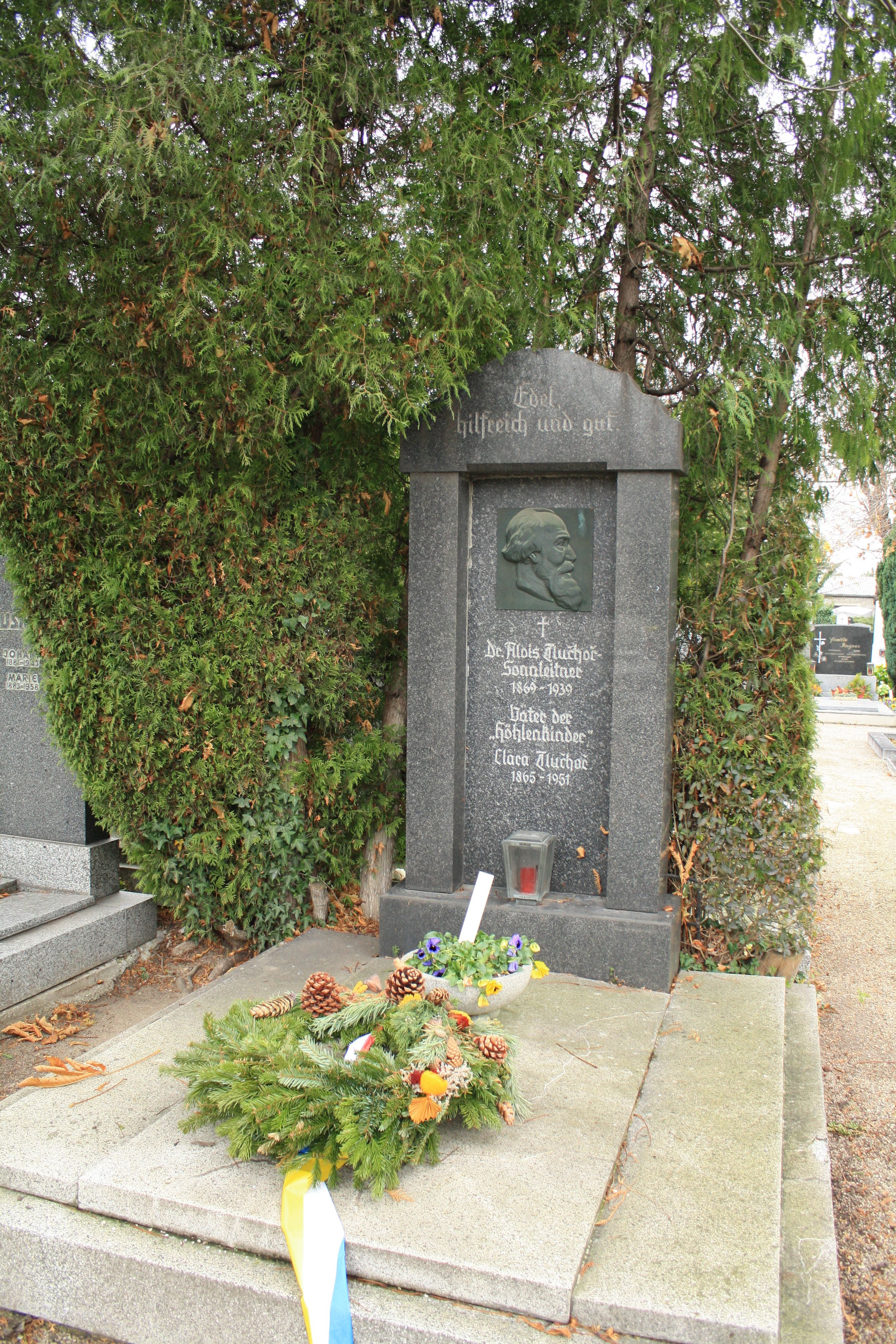
Ehrengrab von Alois Theodor Sonnleitner am Perchtoldsdorfer Friedhof

Alois Theodor Sonnleitner, eigentlich Alois Tlučhoř (* 25. April 1869 in Daschitz bei Pardubitz, Böhmen; † 2. Juni 1939 im Wilhelminenspital, Wien) war ein tschechisch-österreichischer Pädagoge und Schriftsteller.

## Leben
Tlučhoř entstammt einer böhmischen Bauernfamilie. Seine Schulzeit erlebte er am Gymnasium Melk. In Wien studierte er Philologie und Pädagogik und beendete seine Ausbildung mit der Promotion zum Dr. phil.
Seinen Beruf übte er an einer Bürgerschule in Wien aus, anfangs als Fachlehrer, später als Direktor dieser Schule.
Er wurde in einem Ehrengrab am Perchtoldsdorfer Friedhof (Gruppe 2B, Nummer 32) bestattet.

## Pseudonym
Tlučhoř wählte sein Pseudonym Sonnleitner in Anlehnung an seinen Wohnsitz „Auf der Sonnleite“ in Perchtoldsdorf.  Im Buch Die Höhlenkinder stellt er sich als Nachfahr seiner Figuren dar.

## Leistungen
Neben pädagogischen und sozialpolitischen Schriften veröffentlichte Tlučhoř Gedichte und Märchen, international bekannt wurde er jedoch unter seinem Pseudonym A. Th. Sonnleitner mit seiner, auch verfilmten Trilogie Die Höhlenkinder.
Die Jugendbuch-Trilogie besteht aus den Bänden
- Die Höhlenkinder im Heimlichen Grund, 1918.

- Online-Ausgabe. Projekt Gutenberg-DE, 20. Dezember 2009, abgerufen am 20. Januar 2019.
- Hörbuch. LibriVox, 26. Juni 2010, abgerufen am 20. Januar 2019.

- Die Höhlenkinder im Pfahlbau, 1919.

- Online-Ausgabe. Projekt Gutenberg-DE, 20. Dezember 2009, abgerufen am 20. Januar 2019.
- Hörbuch. LibriVox, 6. Dezember 2010, abgerufen am 20. Januar 2019.

- Die Höhlenkinder im Steinhaus, 1920.

- Online-Ausgabe. Projekt Gutenberg-DE, 20. Dezember 2009, abgerufen am 20. Januar 2019.
- Hörbuch. LibriVox, 25. Januar 2011, abgerufen am 20. Januar 2019.

Neuauflagen der Trilogie sind auch heute noch (2014) im Buchhandel.
Weitere Bücher sind die drei Koja-Bände und die drei Hegerkinder-Bände:
- Kojas Wanderjahre
- Kojas Waldläuferzeit
- Kojas Haus der Sehnsucht, erster und zweiterwähnter sind Vorgeschichten zum Haus der Sehnsucht (erstaufgelegt 1923); alle sind erschienen bei Kosmos Naturfreunde Verlag Franckh, Stuttgart.
- Die Hegerkinder von Aspern;
- Die Hegerkinder in der Lobau;
- Die Hegerkinder im Gamsgebirge (Alle drei 1923–1926 mit Bildern von Franz Roubal; Umschlagbild von Ernst Kutzer). Deutscher Verlag für Jugend und Volk, Wien (u. a.).
- Dr. Robin-Sohn. Jungen und Alten erzählt. Franckh’sche Verlagshandlung, Stuttgart 1929.